# Ussara semicoronis
Ussara semicoronis là một loài bướm đêm thuộc họ Glyphipterigidae. Nó được tìm thấy ở Ethiopia.